# Корселет
Корселет — женское нижнее бельё, соединяющее элементы бюстгальтера и панталон. Простирается от стропов над плечами вниз по туловищу.
Корселет может быть как строгим, однотонным, так и содержать кружева, иметь различную длину снизу. Он имеет много вариантов комбинирования и способов использования, поэтому надевать его можно по-разному. В этих моделях в большинстве случаев бретели съёмные, поэтому корселет можно надеть под блузку или на блузку без бретелей. Как элемент женской одежды корселет начал набирать популярность в 1914 году в качестве замены ношению двух отдельных частей (бюстгальтера с поясом или корсета). Чашки для поднятия бюста были впервые представлены в 1933 году, но не получили широкого распространения до 1943 года.
Исторически термин относился к куску пластинчатой брони, закрывающей туловище.